# 高川村
高川村（たかがわむら）は、1954年（昭和29年）まで愛媛県東宇和郡にあった村である。
現在の西予市の東部、肱川の支流の一つ黒瀬川上流域の農山村である。昭和の合併でいったん黒瀬川村、のちに改名・町制施行して城川町となり、さらに平成の合併で西予市となり、現在に至っている。

## 地理
現在の西予市の東部。黒瀬川上流域。黒瀬川は高知県との境に源流を発し、川津南を南流し、高野子で西に向きを変え、土居村へと流れていく。東はキリリ山、九十九曲峠、高研山などの四国山地の山々を分水嶺として高知県と接する。北は大峰山などで土居村と境を接する。南はげんみ山、白根峠などの山々で北宇和郡日吉村に接する。三方が山に囲まれた奥伊予の山村である。
河岸段丘や山腹を切り開いた農地で農業が営まれている。
地名（村名）の由来
明治の合併の際に、高野子と川津南から一字ずつとって作った合成地名。

## 歴史
古代
- 川津南の穴神洞遺跡からは縄文時代のものとされる土器が出土している。

藩政期
- 川津南村は宇和島藩領。山奥組周智郷に属する。高野子村は、明暦3年（1657年）に宇和島藩から吉田藩に分封された時より吉田藩に属する。
九十九曲峠は土佐と宇和とを結ぶ街道の一つであり、中世から軍事上の要衝であったが、藩政期になっても街道のにぎわいは続いた。伊予からは米が、土佐からは塩・酒等が運ばれた。
幕末から明治にかけてこの村を含む宇和島藩領の山間部では農民騒動が頻発した。水利に恵まれないこともあって飢饉に見舞われることが多く、また藩の専売とした和紙製造を営む者が多かったが庄屋の高利貸しなどの専横に不満を募らせ、藩に改革を求めようとした一面がある。

明治以降
- 1889年（明治22年） 12月15日 - 町村制・市制施行時に、高野子（たかのこ）、川津南（かわづみなみ）の2箇村の合併により高川村となる。
- 1923年（大正12年） - 明星ヶ丘の講演会開催される。
- 1954年（昭和29年）3月31日 - 遊子川村ほか3箇村との合併により黒瀬川村となる。

```
高川村の系譜
（町村制実施以前の村）（明治期）　　　　　　　（昭和の合併）　　　　　　　　　　　（平成の合併）
　　　　　　　　　　　町村制施行時
高野子━━━━━┓
　　　　　　　　┣━━━高川村━━━━━━━┓
川津南━━━━━┛　　　　　　　　　　　　　┃昭和29年3月31日　昭和34年4月1日
　　　　　　　　　　　　　　　　　　　　　　┃　　　合併　　　　　　町制施行
　　　　　　　　　　　遊子川村━━━━━━━╋━━黒瀬川村━━━━━城川町━━━┓
　　　　　　　　　　　　土居村━━━━━━━┫　　　　　　　　　　　　　　　　　┃
　　　　　　　　　　　　魚成村━━━━━━━┛　　　　　　　　　　　　　　　　　┃平成16年4月1日
　　　　　　　　　　　　　　　　　　　　　　　　　　　　　　　　　　　　　　　　┣━西予市
　　　　　　　　　　　　　　　　　　　　　　　　　　　　　　　　明浜町━━━━━┫
　　　　　　　　　　　　　　　　　　　　　　　　　　　　　　　　宇和町━━━━━┫
　　　　　　　　　　　　　　　　　　　　　　　　　　　　　　　　野村町━━━━━┫
　　　　　　　　　　　　　　　　　　　　　　　　　　　　　　　　三瓶町━━━━━┛

（注記）遊子川村等の旧村の合併前の状況、及び明浜町以下の昭和の合併以前の系譜はそれぞれの記事を参照のこと。

```

## 地域
明治の町村制施行以前の村である高野子、川津南の2箇村がそのまま高川村の大字名となり、これらの大字名は黒瀬川村、城川町となってからも継承された。西予市になってからの住所の表記では「大字」を省く（例: 西予市城川町高野子）。

## 行政
役場
大字高野子に置かれていた。

## 産業
農業
米、栗、しいたけなどを産した。

## 交通
村内には鉄道はない。なお、大正年間には大洲から肱川を南に遡って当村から日吉へ、さらに宇和島へと抜ける国鉄104号線開通促進運動が行なわれたが今日に至るも実現をみていない。その後、道路建設へと運動方針を転換した。

## 名所
- 大門峠 - 龍馬脱藩の道
- 九十九曲峠 - 同上